# Isaac in America: A Journey with Isaac Bashevis Singer
Pour plus de détails, voir Fiche technique et Distribution.
Isaac in America: A Journey with Isaac Bashevis Singer est un film américain réalisé par Amram Nowak, sorti en 1987. Il a été diffusé à la télévision dans le cadre de la série American Masters.

## Synopsis
Le film revient sur la vie et l'œuvre de l'écrivain Isaac Bashevis Singer.

## Fiche technique
- Titre : Isaac in America: A Journey with Isaac Bashevis Singer
- Réalisation : Amram Nowak
- Photographie : Greg Andracke, Brian Kellerman, Jerry Pantzer, Kirk Simon et Burleigh Wartes
- Montage : Riva Freifeld
- Société de production : Eagle Rock Entertainment, >Merrywidow Films, Public Broadcasting Service, WNET et UnLadyLike Productions
- Pays de production :  États-Unis
- Genre : Documentaire
- Durée : 58 minutes
- Dates de sortie : 
  - États-Unis : 6 juillet 1987

## Distinctions
Le film a été nommé à l'Oscar du meilleur film documentaire.